# Sringin
Sringin is een bestuurslaag in het regentschap Karanganyar van de provincie Midden-Java, Indonesië. Sringin telt 4642 inwoners (volkstelling 2010).